# Peter Jason
Peter Edward Ostling, ismertebb nevén Peter Jason (Hollywood, 1944. július 22. – West Hollywood, 2025. február 20.) amerikai színész.
Hat évtizedet átívelő pályafutása alatt változatos műfajú filmekben vállalt szerepléseket. Gyakran tűnt fel John Carpenter rendezéseiben: A sötétség fejedelme (1987), Elpusztíthatatlanok (1988), Az őrület torkában (1994), Menekülés Los Angelesből (1996) és A Mars szelleme (2001).
2004–2006 között a Deadwood című westernsorozat mellékszereplője volt.

## Halála
2025. február 20-án, 80 évesen hunyt el.
Billy Zane az X-en közzétett bejegyzésében a következőket írta: „Drága, drága barátom, a legfényesebb fény, a legnagylelkűbb lélek és a legbarátságosabb ember, a rendkívül tehetséges és kedves Peter Jason elhagyta a forgatást.”
John Carpenter rendező, aki rendszeresen dolgozott együtt Jasonnel „a filmművészet egyik legnagyobb karakterszínészének” nevezte. Hozzátette: „Kedves barátom volt, borzasztóan fog hiányozni.” Ed Asner fia, Matthew édesapja legjobb barátjaként utalt az elhunyt színészre.

## Filmográfia

### Film
| Év   | Magyar cím                                  | Eredeti cím                                 | Szerep                                                | Magyar hang               |
| ---- | ------------------------------------------- | ------------------------------------------- | ----------------------------------------------------- | ------------------------- |
| 1970 | Rio Lobo                                    | Rio Lobo                                    | Forsythe hadnagy                                      | Orosz István              |
| 1970 | Rio Lobo                                    | Rio Lobo                                    | Forsythe hadnagy                                      | Forgács Gábor             |
| 1978 | Gengszterek sofőrje                         | The Driver                                  | ingázó                                                |                           |
| 1980 |                                             | The Baltimore Bullet                        | Bert                                                  |                           |
| 1980 | Jesse James balladája                       | The Long Riders                             | Pinkerton                                             |                           |
| 1981 |                                             | Texas Lightning                             | Frank Whitman                                         |                           |
| 1981 |                                             | Nice Dreams                                 | Drooler nyomozó                                       |                           |
| 1981 | Anyu a sztár                                | Mommie Dearest                              | Pepsi vezetőségi tag                                  |                           |
| 1982 | Lepke                                       | Butterfly                                   | Allen                                                 |                           |
| 1982 | Hat év, hat nap                             | Some Kind of Hero                           | Honcho                                                |                           |
| 1982 |                                             | Trick or Treats                             | Malcolm O'Keefe                                       |                           |
| 1982 | 48 óra                                      | 48 Hrs.                                     | Cowboy csapos                                         | Dengyel Iván              |
| 1984 | Angyallány                                  | Angel                                       | The John                                              |                           |
| 1984 | Ha eljönnek a bomberek                      | Streets of Fire                             | Harry                                                 |                           |
| 1984 | Karate kölyök                               | The Karate Kid                              | fociedző                                              |                           |
| 1984 | Álomküzdők                                  | Dreamscape                                  | Babcock                                               | Perlaki István            |
| 1984 |                                             | Oxford Blues                                | Mr. DeAngelo                                          |                           |
| 1984 |                                             | Impulse                                     | férfi a kamionban                                     |                           |
| 1985 | Szórd a pénzt és fuss!                      | Brewster's Millions                         | Chuck Fleming                                         | Forgács Gábor             |
| 1985 | Szórd a pénzt és fuss!                      | Brewster's Millions                         | Chuck Fleming                                         | Imre István               |
| 1986 |                                             | Hyper Sapien: People from Another Star      | Mr. McAlpin                                           |                           |
| 1986 | Halálhágó                                   | Heartbreak Ridge                            | Devin őrnagy                                          | Garai Róbert              |
| 1986 | Halálhágó                                   | Heartbreak Ridge                            | Devin őrnagy                                          | Orosz István              |
| 1987 |                                             | Party Camp                                  | őrmester                                              |                           |
| 1987 | A sötétség fejedelme                        | Prince of Darkness                          | Dr. Paul Leahy                                        | Kránitz Lajos             |
| 1988 | Naplemente                                  | Sunset                                      | Frank Coe                                             |                           |
| 1988 | Vörös zsaru                                 | Red Heat                                    | tévébemondó                                           | Varga T. József           |
| 1988 | Földönkívüli zsaru                          | Alien Nation                                | Fedorchuk                                             | Barabás Kiss Zoltán       |
| 1988 | Földönkívüli zsaru                          | Alien Nation                                | Fedorchuk                                             | Balázsi Gyula             |
| 1988 | Elpusztíthatatlanok                         | They Live                                   | Gilbert                                               | Cs. Németh Lajos          |
| 1989 | Johnny, a jóarcú                            | Johnny Handsome                             | Mr. Bonet                                             | Rudas István              |
| 1990 | Vadászat a Vörös Októberre                  | The Hunt for Red October                    | USS Reuben James parancsnok (stáblistán nem szerepel) |                           |
| 1990 | Arachnophobia – Pókiszony                   | Arachnophobia                               | Henry Beechwood                                       | Arachnophobia – Pókiszony |
| 1990 | Halálra jelölve                             | Marked for Death                            | Pete Stone helyettes DEA-igazgató                     | Tolnai Miklós             |
| 1994 | Az őrület torkában                          | In the Mouth of Madness                     | Mr. Paul                                              | Kardos Gábor              |
| 1995 | A likvidátor                                | The Demolitionist                           | Higgins rendőrfőnök                                   | Papp János                |
| 1995 | Elátkozottak faluja                         | Village of the Damned                       | Ben Blum                                              | Varga Tamás               |
| 1995 | Kongó                                       | Congo                                       | Mr. Janus                                             |                           |
| 1995 | Mortal Kombat                               | Mortal Kombat                               | Boyd mester                                           | Varga Tamás               |
| 1995 | Vad Bill                                    | Wild Bill                                   | Dave McCandless                                       |                           |
| 1996 | Menekülés Los Angelesből                    | Escape from L.A.                            | őrmester                                              | Barbinek Péter            |
| 1996 | Tisztítótűz                                 | The Glimmer Man                             | Millie apja                                           | Orosz István              |
| 1997 | Dante pokla                                 | Dante's Peak                                | Norman Gates                                          |                           |
| 2001 | A Mars szelleme                             | Ghosts of Mars                              | McSimms                                               | Wohlmuth István           |
| 2002 | Sűrű lé                                     | Hard Cash                                   | főnök                                                 |                           |
| 2002 |                                             | The Rose Technique                          | Atwood nyomozó                                        |                           |
| 2002 | Vitathatatlan                               | Undisputed                                  | oaklandi tévébemondó                                  |                           |
| 2002 |                                             | 13th Child                                  | halottkém                                             |                           |
| 2002 | Adaptáció                                   | Adaptation                                  | védőügyvéd                                            |                           |
| 2003 | Vágta                                       | Seabiscuit                                  | Max, riporter                                         |                           |
| 2004 | Akikre büszkék vagyunk! – A hónap dolgozója | Employee of the Month                       | Bill Gartin                                           | Konrád Antal              |
| 2004 | Égnek áll – Hair High                       | Hair High                                   | edző (hangja)                                         |                           |
| 2004 | Túlélni a karácsonyt                        | Surviving Christmas                         | Suit                                                  | Várkonyi András           |
| 2005 | Utánam a lavina                             | Frostbite                                   | Jaffe ezredes                                         | Papp János                |
| 2005 | Papák a partvonalon                         | Kicking & Screaming                         | Clark                                                 | Bácskai János             |
| 2006 |                                             | The Strange Case of Dr. Jekyll and Mr. Hyde | Hamilton hadnagy                                      |                           |
| 2007 | Szívatós szívesség                          | Moving McAllister                           | Mr. Robinson                                          | Albert Péter              |
| 2008 |                                             | The Man Who Came Back                       | börtönigazgató                                        |                           |
| 2008 | Milk                                        | Milk                                        | Alan Baird (stáblistán nem szerepel)                  |                           |
| 2008 |                                             | Richard III                                 | kommentátor                                           |                           |
| 2009 | Aranyajtó                                   | Falling Up                                  | John O'Shea                                           | Bolla Róbert              |
| 2010 |                                             | How to Make Love to a Woman                 | Mr. Conners                                           |                           |
| 2010 |                                             | Locked In                                   | Super Ray                                             |                           |
| 2011 | Szellemtanú                                 | Little Murder                               | Wills hadnagy                                         | Barbinek Péter            |
| 2011 |                                             | From the Head                               | Jim                                                   |                           |
| 2011 |                                             | Son of Morning                              | Ned Jensen                                            |                           |
| 2011 |                                             | Valley of the Sun                           | Myron McGill                                          |                           |
| 2011 |                                             | Hopelessly in June                          | Frankie Flowers                                       |                           |
| 2013 |                                             | Queen City                                  | Barry Donovan                                         |                           |
| 2013 |                                             | Willow Creek                                | Troy Andrews ranger                                   |                           |
| 2013 | Cody, a robotok ásza                        | Robosapien: Rebooted                        | Victor admirális                                      |                           |
| 2014 |                                             | Cesar Chavez                                | ügyvéd (stáblistán nem szerepel)                      |                           |
| 2014 |                                             | Return to Zero                              | Gerry                                                 |                           |
| 2016 |                                             | River Guard                                 | Sullivan bíró                                         |                           |
| 2016 | Ave, Cézár!                                 | Hail, Caesar!                               | Sam Stampfel, a rendező                               | Törköly Levente           |
| 2017 |                                             | The Terror of Hallow's Eve                  | Dr. Hamilton                                          |                           |
| 2017 |                                             | The Nth Ward                                | Jeffrey                                               |                           |
| 2017 |                                             | High & Outside: A Baseball Noir             | Harold                                                |                           |
| 2018 | Jurassic World: Bukott birodalom            | Jurassic World: Fallen Kingdom              | Sherwood szenátor                                     | Kajtár Róbert             |
| 2018 | A szél másik oldala                         | The Other Side of the Wind                  | Grover                                                |                           |
| 2018 |                                             | Saint Judy                                  | O'Neil bíró                                           |                           |
| 2018 |                                             | Daddy Issues                                | Simon                                                 |                           |
| 2019 |                                             | Heavenly Deposit                            | Steven                                                |                           |
| 2019 |                                             | The Assent                                  | Lambert atya                                          |                           |
| 2020 |                                             | The Downside of Bliss                       | Mr. James                                             |                           |
| 2021 |                                             | Deep in the Forest                          | Mark Goodman                                          |                           |
| 2022 |                                             | We Are Gathered Here Today                  | Henry Stone                                           |                           |
| 2022 |                                             | Combat Radio: A Christmas Carol             | a jelen karácsony szelleme                            |                           |

### Televízió

#### Tévéfilm
| Év   | Magyar cím            | Eredeti cím                                  | Szerep               | Magyar hang    |
| ---- | --------------------- | -------------------------------------------- | -------------------- | -------------- |
| 1968 |                       | Shadow on the Land                           | férfi a reptéren     |                |
| 1979 | Száguldás a pokolba   | Disaster on the Coastliner                   | LeBoux               |                |
| 1980 |                       | Alcatraz: The Whole Shocking Story           | Micklin hadnagy      |                |
| 1981 | Ragyogás a fűben      | Splendor in the Grass                        | edző                 |                |
| 1983 | Airport 2000          | Starflight: The Plane That Couldn't Land     | Schultie             | Sörös Sándor   |
| 1985 |                       | A Reason to Live                             | Dick Biheller        |                |
| 1985 | Izzy és Moe           | Izzy and Moe                                 | csapos               |                |
| 1987 |                       | The Betty Ford Story                         | tanácsadó            |                |
| 1987 |                       | Billionaire Boys Club                        | Vince Stoloff        |                |
| 1987 | Hőség Laguna Beach-en | Laguna Heat                                  | Hanover rendőrfőnök  |                |
| 1992 | Zuhanás után          | Afterburn                                    | Fred Pearson ezredes |                |
| 1993 | Hullazsákok           | Body Bags                                    | Gent                 | Uri István     |
| 2001 |                       | Out of the Wilderness                        | Battle bíró          |                |
| 2002 | Ízig-vérig nő         | Almost a Woman                               | Mr. Fuller           |                |
| 2002 | Élőben Bagdadból      | Live from Baghdad                            | Stu                  |                |
| 2004 | Szörnyek szigete      | Raptor Island                                | a százados           | Várday Zoltán  |
| 2004 | A tökéletes férj      | The Perfect Husband: The Laci Peterson Story | Ron Grantski         |                |
| 2005 |                       | Alien Apocalypse                             | Demsky elnök         |                |
| 2006 | Karácsonyi üdvözlet   | The Christmas Card                           | Richard nagybácsi    | Perlaki István |
| 2007 |                       | Planet Raptor                                | Mathis őrmester      |                |
| 2009 | Közeli messzeség      | Mending Fences                               | Hank Bentley         |                |
| 2016 |                       | Sister Cities                                | Dr. Timmins          |                |
| 2019 | Deadwood – A film     | Deadwood: The Movie                          | Con Stapleton        |                |

#### Sorozat
| Év        | Magyar cím                      | Eredeti cím                                     | Szerep                            | Megjegyzések           |
| --------- | ------------------------------- | ----------------------------------------------- | --------------------------------- | ---------------------- |
| 1968      |                                 | The F.B.I.                                      | Link                              | 1 epizód               |
| 1968      | Vadnyugati mesék                | Cimarron Strip                                  | vőlegény / David Arlyn            | 2 epizód               |
| 1968      |                                 | Judd, for the Defense                           | Don Daniels                       | 1 epizód               |
| 1969      |                                 | Here Come the Brides                            | Adam Wilson                       | 1 epizód               |
| 1969      |                                 | Daniel Boone                                    | Clint Bickford                    | 1 epizód               |
| 1970      |                                 | Land of the Giants                              | Mylo                              | 1 epizód               |
| 1970      |                                 | The Young Lawyers                               | Dave Baumgartner                  | 1 epizód               |
| 1970–1973 |                                 | Gunsmoke                                        | Cully Haimes / Colt Gentry / Pope | 3 epizód               |
| 1971      | Hawaii Five-O                   | Hawaii Five-O                                   | Jack Rigney                       | 1 epizód               |
| 1978      |                                 | One Day at a Time                               | Cam Randolph                      | 2 epizód               |
| 1979      | Starsky és Hutch                | Starsky & Hutch                                 | Fred Oates                        | 2 epizód               |
| 1980      |                                 | B. J. and the Bear                              | Ansel                             | 1 epizód               |
| 1980      |                                 | The Incredible Hulk                             | Bennett                           | 1 epizód               |
| 1980–1982 |                                 | Hart to Hart                                    | rendőr / McCoy                    | 2 epizód               |
| 1982      |                                 | Filthy Rich                                     | Tommy Clarkson                    | 1 epizód               |
| 1982      |                                 | Silver Spoons                                   | McConnell                         | 1 epizód               |
| 1982      |                                 | The Blue and the Gray                           | Ogilvie őrmester                  | minisorozat (1 epizód) |
| 1982      | Cagney és Lacey                 | Cagney & Lacey                                  | Leonard Nolan                     | 1 epizód               |
| 1983      |                                 | Seven Brides for Seven Brothers                 | John Cutler                       | 1 epizód               |
| 1984–1986 |                                 | Remington Steele                                | művezető / Martin Rome            | 2 epizód               |
| 1984–1988 |                                 | Webster                                         | edző / Kevin                      | 2 epizód               |
| 1985      |                                 | Cover Up                                        | Ira Loomis                        | 1 epizód               |
| 1985      |                                 | Amazing Stories                                 | parancsnok                        | 1 epizód               |
| 1986      | Öreglányok                      | The Golden Girls                                | rendőr                            | 1 epizód               |
| 1987      |                                 | Scarecrow and Mrs. King                         | Brockett                          | 1 epizód               |
| 1987      |                                 | Mike Hammer                                     | Cameron különleges ügynök         | 1 epizód               |
| 1987      |                                 | Hard Knocks                                     | nyomozó                           | 1 epizód               |
| 1988      |                                 | Annie McGuire                                   | Burt                              | 1 epizód               |
| 1990      |                                 | Knots Landing                                   | biztonsági szakértő               | 1 epizód               |
| 1991      | Quantum Leap – Az időutazó      | Quantum Leap                                    | Kilpatrick                        | 1 epizód               |
| 1991      |                                 | Perfect Strangers                               | Chester Bainbridge szelleme       | 1 epizód               |
| 1992      |                                 | Dear John                                       | Bill Conners                      | 1 epizód               |
| 1992      |                                 | A Different World                               | Mr. Schmect                       | 1 epizód               |
| 1992      |                                 | Herman's Head                                   | Fritz                             | 1 epizód               |
| 1992      | Batman: A rajzfilmsorozat       | Batman: The Animated Series                     | Mason (hangja)                    | 1 epizód               |
| 1993      |                                 | The Jackie Thomas Show                          | Bill Mason bankár                 | 1 epizód               |
| 1993      | Roseanne                        | Roseanne                                        | Jim                               | 1 epizód               |
| 1993      | Egy rém rendes család           | Married... with Children                        | menedzser                         | 1 epizód               |
| 1994      | Quinn doktornő                  | Dr. Quinn, Medicine Woman                       | Travis Stone                      | 1 epizód               |
| 1994      |                                 | Coach                                           | Harry Heftler                     | 1 epizód               |
| 1995      |                                 | Happily Ever After: Fairy Tales for Every Child | királyi kincstárnok (hangja)      | 1 epizód               |
| 1995      | Gyilkos sorok                   | Murder, She Wrote                               | Vincent Nader                     | 2 epizód               |
| 1996      | Kung fu – A legenda folytatódik | Kung Fu: The Legend Continues                   | Lou                               | 1 epizód               |
| 1997      |                                 | The Naked Truth                                 | Wilburn szenátor                  | 1 epizód               |
| 1997      | Bunkó és a Vész                 | Pinky and the Brain                             | Bobby Nacht (hangja)              | 1 epizód               |
| 1997      |                                 | Murder One                                      | Mr. Sheehy                        | 1 epizód               |
| 1997      |                                 | Perversions of Science                          | pap                               | 1 epizód               |
| 1997      |                                 | Women: Stories of Passion                       | Joan férje                        | 1 epizód               |
| 1997–1998 | Mike Hammer magándetektív       | Mike Hammer, Private Eye                        | Skip Gleason százados             | 26 epizód              |
| 1997–1998 | The New Batman Adventures       | The New Batman Adventures                       | rendőr / őr / Manny (hangja)      | 2 epizód               |
| 1998      |                                 | Air America                                     | Mark McCormick                    | 1 epizód               |
| 1998–1999 | Nash Bridges – Trükkös hekus    | Nash Bridges                                    | Frank                             | 3 epizód               |
| 1999      |                                 | Arliss                                          | Marty Polk                        | 1 epizód               |
| 1999      | Batman of the Future            | Batman Beyond                                   | Creagar edző (hangja)             | 1 epizód               |
| 2000–2001 |                                 | Titus                                           | Ridge                             | 2 epizód               |
| 2001      | JAG – Becsületbeli ügyek        | JAG                                             | Randy Hamill                      | 1 epizód               |
| 2001      |                                 | Providence                                      | Frank Moore                       | 1 epizód               |
| 2003      | Jackie Chan kalandjai           | Jackie Chan Adventures                          | MacDonald farmer (hangja)         | 1 epizód               |
| 2003      | Carnivàle – A vándorcirkusz     | Carnivàle                                       | Lou Edwards                       | 1 epizód               |
| 2004      |                                 | Significant Others                              | Eleanor apja                      | 1 epizód               |
| 2004–2006 | Deadwood                        | Deadwood                                        | Con Stapleton                     | 26 epizód              |
| 2004–2013 | Az ítélet: család               | Arrested Development                            | Storage Dave / Mr. Jordan         | 4 epizód               |
| 2006–2007 | Született feleségek             | Desperate Housewives                            | Jeff                              | 2 epizód               |
| 2007      | John Cincinattiból              | John from Cincinnati                            | autókereskedő                     | 1 epizód               |
| 2007      | Édes, drága titkaink            | Dirty Sexy Money                                | Larry Foundry                     | 1 epizód               |
| 2008      |                                 | Gemini Division                                 | Black ezredes                     |                        |
| 2008      | Mad Men – Reklámőrültek         | Mad Men                                         | Len McKenzie                      | 1 epizód               |
| 2009      | Castle                          | Castle                                          | Sloan seriff                      | 1 epizód               |
| 2009      |                                 | Raising the Bar                                 | Rex                               | 1 epizód               |
| 2009–2018 | NCIS                            | NCIS                                            | Robert King                       | 2 epizód               |
| 2010      | Döglött akták                   | Cold Case                                       | Charlie Gleason '09 / '10         | 1 epizód               |
| 2010      | A törvény embere                | Justified                                       | Owen Carnes                       | 1 epizód               |
| 2010      | Chuck                           | Chuck                                           | Merriweather tábornok             | 1 epizód               |
| 2011      | Halálosan komolytalan           | Funny or Die Presents                           | Skip Michaels                     | 3 epizód               |
| 2012      | CSI: A helyszínelők             | CSI: Crime Scene Investigation                  | Walter Gersh                      | 1 epizód               |
| 2013      |                                 | 1600 Penn                                       | Harrigan tábornok                 | 3 epizód               |
| 2014      |                                 | Scorpion                                        | Talbertse tábornok                | 1 epizód               |
| 2015–2016 | Mixelek                         | Mixels                                          | több szereplő hangja              | 2 epizód               |
| 2017      |                                 | Longmire                                        | Abel Jenkins                      | 1 epizód               |
| 2017–2019 |                                 | Baskets                                         | Jim nagybácsi                     | 5 epizód               |

## Fordítás
- Ez a szócikk részben vagy egészben  a   Peter Jason című angol Wikipédia-szócikk ezen változatának fordításán alapul.  Az eredeti cikk szerkesztőit annak laptörténete sorolja fel. Ez a jelzés csupán a megfogalmazás eredetét és a szerzői jogokat jelzi, nem szolgál a cikkben szereplő információk forrásmegjelöléseként.
- Ez a szócikk részben vagy egészben  a   Peter Jason filmography című angol Wikipédia-szócikk ezen változatának fordításán alapul.  Az eredeti cikk szerkesztőit annak laptörténete sorolja fel. Ez a jelzés csupán a megfogalmazás eredetét és a szerzői jogokat jelzi, nem szolgál a cikkben szereplő információk forrásmegjelöléseként.